# Ричвуд (Западна Вирџинија)
Ричвуд (енгл. Richwood) град је у америчкој савезној држави Западна Вирџинија.

## Демографија
По попису из 2010. године број становника је 2.051, што је 426 (-17,2%) становника мање него 2000. године.
| Група             | 2000.         | 2010.         |
| Белци             | 2.444 (98,7%) | 1.980 (96,5%) |
| Афроамериканци    | 4 (0,2%)      | 5 (0,2%)      |
| Азијати           | 9 (0,4%)      | 0 (0,0%)      |
| Хиспаноамериканци | 10 (0,4%)     | 14 (0,7%)     |
| Укупно            | 2.477         | 2.051         |